# C/2013 V1 (Boattini)
C/2013 V1 (Boattini) — одна з гіперболічних комет. Ця комета була відкрита 4 листопада 2013 року; вона мала 15.6m на час відкриття.